# Khách sạn Sofitel Metropole
Khách sạn Sofitel Legend Metropole Hanoi (trước đây là Grand Métropole Hotel), mở cửa năm 1901 tại Hà Nội, thủ đô Liên bang Đông Dương là khách sạn năm sao sang trọng mang trong mình dòng chảy của thời gian. Ngày nay đây là một trong không nhiều công trình kiến trúc quý hiếm thời Pháp thuộc còn sót lại. Khách sạn có một bề dày lịch sử và một truyền thống lâu đời tiếp đón các vị khách quan trọng, trong đó phải kể đến các đại sứ, nguyên thủ quốc gia và những nhân vật nổi tiếng của giới giải trí. Hiện khách sạn có 364 phòng.

## Lịch sử khách sạn

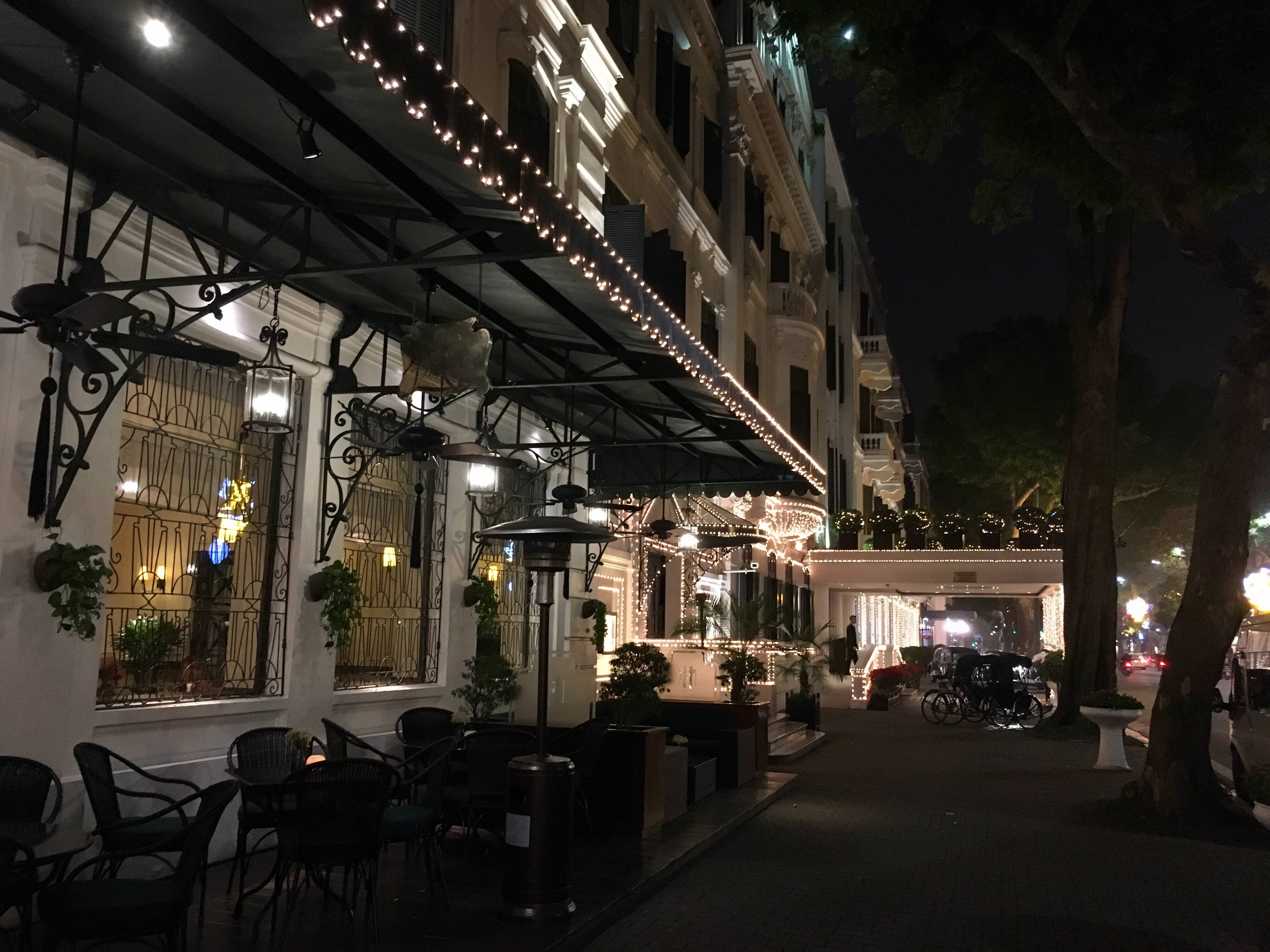
Mặt tiền khách sạn trong đêm

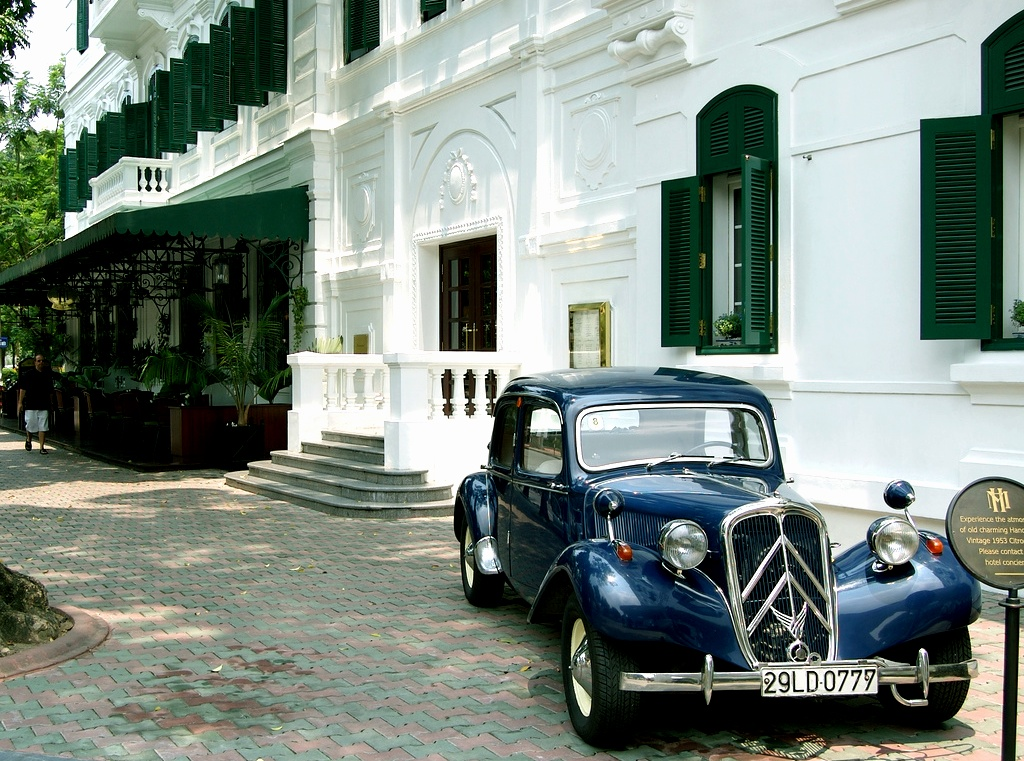
Một trong hai chiếc xe Citroen thuộc sở hữu của khách sạn

Được xây dựng năm 1901 bởi 2 nhà đầu tư người Pháp, Sofitel Legend Metropole Hanoi là khách sạn 5 sao đầu tiên và đồng thời là khách sạn lâu đời nhất ở Hà Nội.
1900
Năm 1899, Gustave-Émile Dumoutier đệ đơn xin chuyển đổi các tòa nhà trên mảnh đất tại góc đại lộ Henri-Rivière của ông thành khách sạn. Vốn bổ sung 500.000 francs do doanh nhân André Ducamp đóng góp. Grand Métropole Hotel được khai trương vào tháng 8 năm 1901 bởi André Ducamp và Gustave-Émile Dumoutier, và được điều hành bởi công ty bất động sản Cie Française Immobilière. Ngày 2 tháng 8 năm 1904, Gustave-Émile Dumoutier, cộng sự của André Ducamp, qua đời. Từ đó, khách sạn được quản lý bởi nhà điều hành chuyên nghiệp người Pháp, ông Edouard Lion. Khách sạn được các du khách đánh giá là một nơi ở sang trọng, mặc dù đắt tiền.
1916
Năm 1916, những thước phim điện ảnh đầu tiên ở Đông Dương được chiếu tại Metropole.
Thập niên 20
Năm 1923, Somerset Maugham dừng chân tại khách sạn trong chuyến viễn du châu Á, lấy tư liệu cho cuốn The Gentleman in the Parlour của ông.
Năm 1925, chủ Hôtel Métropole ông André Ducamp trở thành Phó Chủ tịch Phòng Thương mại Hà Nội, đồng thời là Phó Chủ tịch Ban Quản lý Hội chợ Thương mại Hà Nội.
Thập niên 30
Từ 1930 đến 1934, suy thoái kinh tế toàn cầu tấn công thuộc địa. Vào thời điểm đó, công ty bất động sản Pháp Métropole Française Immobilière đã phát triển thành một chuỗi khách sạn hoạt động ở Tam Đảo (Hôtel de la Cascade d'Argent), và Đồ Sơn (Grand Hôtel de Doson). Nhà hàng Toa ăn trên các chuyến tàu chạy thẳng từ Hà Nội tới Vinh – Huế – Tourane, Grand Hôtel de Chapa (ở độ cao 1.750m, cách Hà Nội 325 km, được coi là "Pyrénées ở Bắc Bộ") và Hôtel des Trois Maréchaux tại Lạng Sơn (Bắc Bộ) cũng nằm trong chuỗi khách sạn này.
Năm 1936 công chúng tập trung trước cửa Khách sạn để đón chào Charlie Chaplin và vợ của ông Paulette Goddard tới Hôtel Métropole hưởng tuần trăng mật, sau đám cưới bí mật của họ ở Thượng Hải.
Thập niên 40
Năm 1946 những người chủ Pháp của Métropole đã bán khách sạn cho một doanh nhân người Hoa, ông Giu Sinh Hoi. Ngày 19 tháng 12 năm 1946, lúc 20:00 cuộc chiến tranh Đông Dương bắt đầu. Vào khoảng năm 1950, tất cả các gia đình Pháp sơ tán khỏi Hà Nội. Sự sụp đổ của thành phố có thể nhìn thấy trước.
Chủ tịch Hồ Chí Minh đã nhiều lần lấy Metropole làm địa điểm gặp gỡ. Năm 1946 Bác đã tiếp Tướng Etienne Valui và Lãnh tụ Đảng Việt Cách Nguyễn Hải Thần tại phòng họp của khách sạn, nay trở thành một phần của quán bar ở sảnh. Bác cũng từng sử dụng nơi này cho những cuộc gặp mặt chính thức khác vào năm 1960.
Thập niên 50
Sau ngày hòa bình lập lại, năm 1954, Métropole được đổi tên thành Khách sạn Thống Nhất và trở thành nơi tiếp đón chính thức các vị khách của chính phủ Việt Nam.
Trong lần đến Hà Nội đầu tiên vào khoảng năm 1954, Graham Greene đã nghỉ tại Métropole. Ông đã ghi lại những trải nghiệm này trong cuốn The Quiet American – Người Mỹ trầm lặng của mình.
Thập niên 60
Năm 1964, trước việc Hoa Kỳ sẽ oanh tạc Hà Nội, ban quản lí quyết định xây dựng một hầm tránh bom để bảo vệ khách lưu trú tại sân trong của khách sạn. Hầm có trần bằng bê-tông dày 1 mét và có thể chứa 30 – 40 người. Trong thời gian này, nhân viên khách sạn được tham gia các khóa huấn luyện quân sự.
Từ 1969 đến 1981, Khách sạn Thống Nhất là trụ sở và nơi ở của nhiều sứ quán và nhân viên sứ quán (do hầu hết các tòa nhà sứ quán tại Hà Nội phải xây dựng lại, khách sạn trở thành nơi cư trú của nhiều đại diện ngoại giao).
·        Sứ quán Thụy Điển (1970 – 1971): Phòng 105
·        Sứ quán Úc (1973 – 1976): Phòng 225–229
·        Sứ quán Thụy Sĩ (1973 – 1976). Phòng 220
·        Sứ quán Nhật Bản (9/1973)
·        Sứ quán Ý (1975 – 1981): Phòng: 216 & 218
·        Sứ quán Đức (04/1976 – 12/80) Phòng: 231
·        Sứ quán Israel (04/1994 – 08/1995): Phòng 111 & 113
·        Sứ quán Na Uy (1996 – 2005) ngày nay tấm biển kỷ niệm vẫn còn được gắn trên tầng 7 của tòa Opera Wing
·        Sứ quán Luxembourg (01/2004 – 02/ 2007)
·        Sứ quán Phần Lan
·        Sứ quán Hà Lan
Các cơ quan Liên hiệp quốc được đặt tại Metropole:
·        UNHCR/ Cao ủy Tị nạn Liên Hợp Quốc (03/1975 – 7/1979)
·        UNDP/ Chương trình Phát triển Liên Hợp Quốc (1977 – 1980)
·        FAO / Tổ chức Nông Lương Liên Hợp Quốc (1978 – 1980)
Các nhà ngoại giao được nhận biết bằng chiếc xe đạp có gắn biển ngoại giao (NG là viết tắt của Ngoại Giao) và bãi đỗ xe ưu tiên.
Năm 1972, Jane Fonda từng nghỉ tại một phòng trên tầng hai của khách sạn. Hành động ở lại Việt Nam của bà để phản đối chiến tranh của chính phủ Mỹ đã gây nên rất nhiều tranh cãi.
Cuộc ném bom rải thảm B-52 12 ngày đêm của Mỹ bắt đầu vào cuối năm 1972, ngày 18 tháng 12. Có khoảng 15 vị khách, phần đông là nhà báo đang lưu trú tại khách sạn trong thời gian đó. Khách sạn không bị ảnh hưởng bởi bom đạn.
Nữ ca sĩ người Mỹ Joan Baez ghé thăm Hà Nội vào tháng 12 năm 1972 cùng một phái đoàn Mỹ. Cô nghỉ tại Khách sạn Hòa Bình nhưng vẫn lui tới Metropole, lúc đó là Khách sạn Thống Nhất và bị tắc ở đây trong một cuộc không kích dịp Giáng sinh. Cô đã ghi âm bài hát Where Are You Now, My Son? của mình trong phòng khách sạn giữa trận oanh tạc, tiếng đạn bom xen lẫn giọng ca của cô trong bản ghi âm.
Thập niên 80
Sau khi Chiến tranh Việt Nam kết thúc, chính phủ đã xem xét các ý tưởng khởi động lại hoạt động kinh doanh du lịch và khách sạn. Năm 1987, công ty quản lý chuỗi Pullman Hotels đã liên doanh với chính phủ Việt Nam để cải tạo và nâng cấp khách sạn theo tiêu chuẩn quốc tế.
Thập niên 90
Khách sạn được xây dựng lại hoàn toàn, mang tên cũ Metropole và mở cửa lại vào ngày 8 tháng 3 năm 1992, chính thức được gọi là Hotel Metropole. Sau đó khách sạn được chuyển giao cho chuỗi Sofitel và cuối cùng giữ vị trí lá cờ đầu trong nhóm Legend độc nhất vô nhị, với tên gọi Sofitel Legend Metropole Hanoi.
Tòa Opera Wing gồm 135 phòng được xây dựng bổ sung từ năm 1994 đến 1996, cùng khối văn phòng cho thuê Metropole Center. Các tầng văn phòng được chuyển đổi thành phòng khách sạn vào năm 2008.
Sofitel Metropole đồng ý gia nhập The Most Famous Hotels in the World (nhóm các Khách sạn Nổi tiếng nhất Thế giới) năm 1996. Cũng trong năm này, Metropole chính thức được xếp hạng khách sạn năm sao đầu tiên ở Việt Nam.
Thập niên 2000
Khách sạn nhận được nhiều giải thưởng và xếp hạng danh giá, trong đó phải kể đến bình chọn 100 khách sạn HÀNG ĐẦU thế giới của độc giả tạp chí du lịch Mỹ Travel&Leisure (2003).
Trong năm 2005, khách sạn đã tiến hành một cuộc đại tu sửa bao gồm các phòng nghỉ bên tòa Metropole Wing, lối vào chính và sảnh của tòa nhà này.
Năm 2007, khách sạn thuộc sở hữu của một liên doanh bình đẳng giữa Tổng công ty Hanoitourist và Công ty cổ phần tư nhân Indotel Limited.
Sofitel Metropole được bình chọn là Khách sạn tốt nhất Việt Nam và là một trong hai khách sạn Việt Nam duy nhất lọt vào danh sách "Các khách sạn tốt nhất Thế giới" của tạp chí Condé Nast Traveler (2007).
Năm 2009, khai trương Le Spa du Metropole.
Sofitel Legend Metropole Hanoi được Forbes xếp hạng 5 sao năm 2019 và lọt vào danh sách một trong những Khách sạn tốt nhất châu Á của tạp chí Condé Nast Traveler (2018), và có tên trong Bảng vàng: những nơi lưu trú tốt nhất thế giới năm 2016, 2017, 2018.
Năm 2011, hầm tránh bom của khách sạn được tìm thấy bên dưới khu vực Bamboo Bar. Những bóng đèn tù mù và những bức tường ố vàng vẫn còn đó sau nhiều thập kỷ ngập trong lớp nước ngầm. Chúng được khôi phục lại để phục vụ du khách tới thăm quan.
Năm 2012 hầm tránh bom trở thành một phần không thể tách rời trong lịch trình khám phá khách sạn qua dòng chảy thời gian.
Năm 2013 dự án "Tìm lại hầm tránh bom của khách sạn Sofitel Legend Metropole Hanoi, Vietnam" đã nhận được "Phần thưởng Danh dự" trong lễ Trao giải Châu Á Thái Bình Dương cho chương trình Bảo tồn Di sản Văn hóa của UNESCO năm 2013.ath of History /
Khách sạn luôn là nơi hội tụ các nhà lãnh đạo thế giới, trong đó phải kể đến cuộc gặp gỡ của Tổng thống Mỹ Donald Trump và vị Lãnh đạo Tối cao Cộng hòa Dân chủ Nhân dân Triều Tiên Kim Jong-un vào ngày 27 và 28 tháng 2 năm 2019.

## Phòng nghỉ & Suites

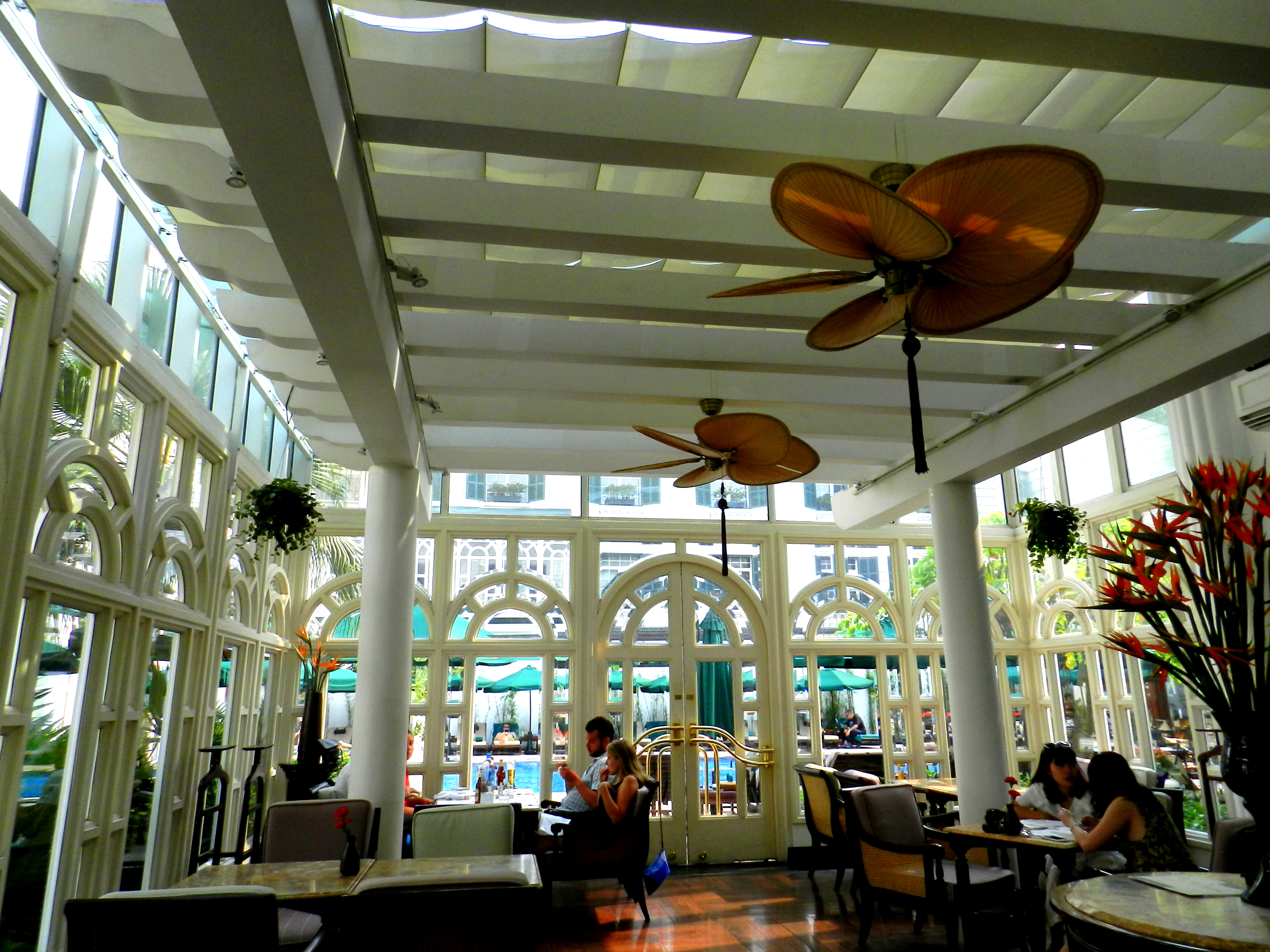
L'Orangerie nhìn ra bể bơi

Khách sạn có 364 phòng, được phân bổ ở hai tòa nhà. Tòa Metropole Wing lịch sử có tuổi đời từ năm 1901 được lấy cảm hứng từ phong cách kiến trúc Pháp cổ điểm xuyết nét đẹp truyền thống Việt Nam: sàn lát gỗ, cửa sổ có mái che, quạt trần cổ, đồ gỗ hàng trăm năm tuổi và đèn trang trí bằng sứ. Tòa Metropole Wing có 106 phòng và 3 Legendary Suites – mang tên những vị khách nổi tiếng đã ghé thăm và lưu trú tại khách sạn: Graham Greene, Charlie Chaplin, Somerset Maugham. Du khách được mời tận hưởng kỳ nghỉ của mình trong những không gian vô cùng độc đáo đậm đà bản sắc và hơi thở lịch sử này.
Tòa Opera Wing phong cách tân cổ điển sở dĩ mang tên Opera bởi nó nằm cách Nhà hát Lớn Hà Nội chỉ vài bước chân. Tòa nhà kết tinh những yếu tố lịch sử và hiện đại của khách sạn, đồng thời luôn được chăm chút để bảo tồn nét đẹp di sản của khu vực trong khi bổ sung thêm công nghệ tiên tiến. Toàn bộ 236 phòng và 19 suites ở tòa Opera Wing đều được trang bị nội thất riêng theo phong cách tân cổ điển với chất liệu vải tinh tế và ba màu đỏ, đen, trắng hài hòa. Phòng Grand Prestige Suite, với diện tích trên 170m2, gồm một phòng khách lớn, một phòng ngủ và phòng khách liền kê, một spa nhỏ xinh riêng biệt, hai phòng tắm và một phòng ăn rộng rãi.
Tầng năm, sáu và bảy, các tầng Club Metropole, là nơi quy tụ các phòng Grand Premium, sáu Prestige Suites và Grand Prestige Suite – với các dịch vụ và tiện nghi sang trọng độc quyền như quản gia riêng, trà chiều và cocktail buổi tối.

## Nhà hàng & Bar

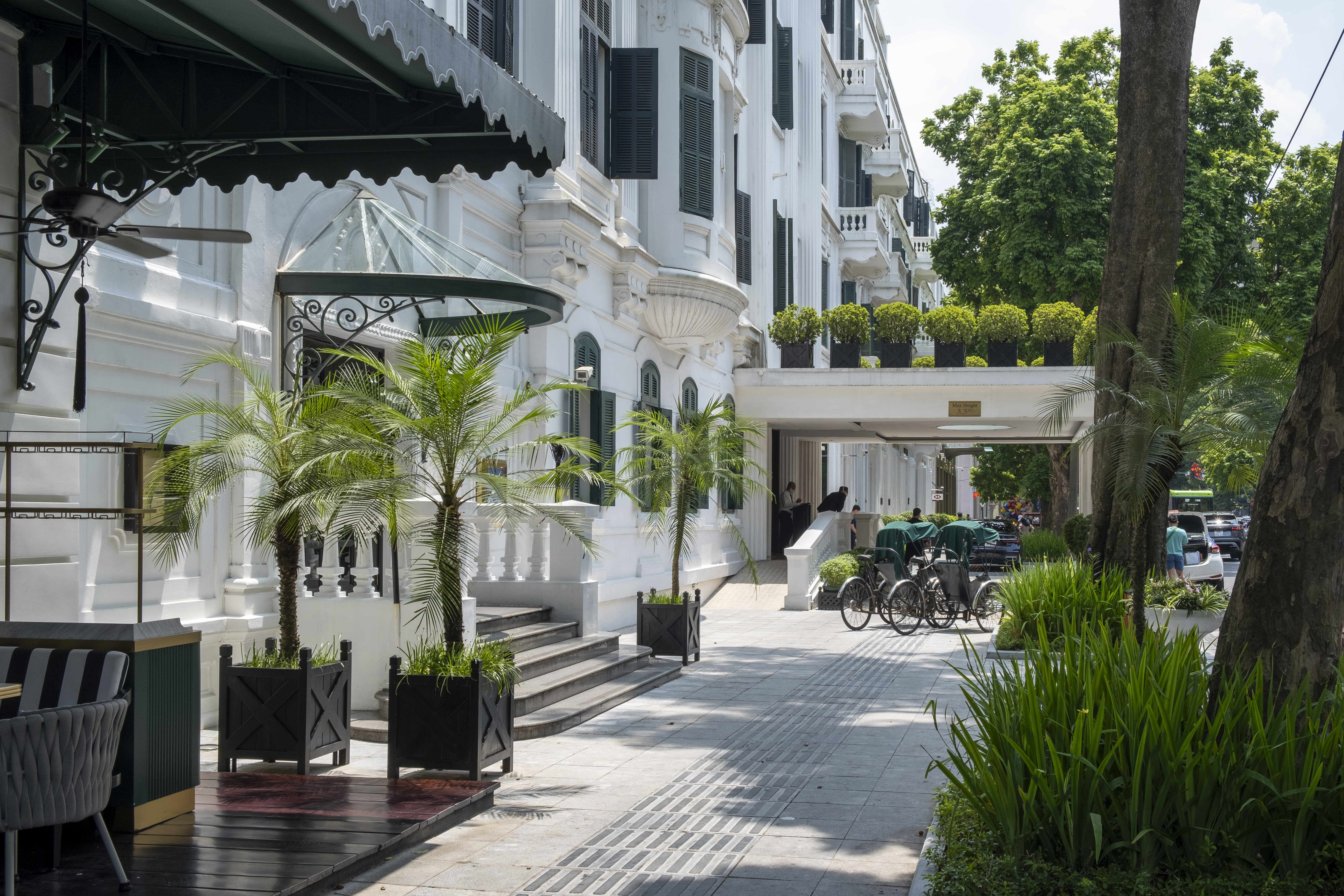
Nhà hàng La Terrasse góc Tây Bắc khách sạn trên phố Ngô Quyền

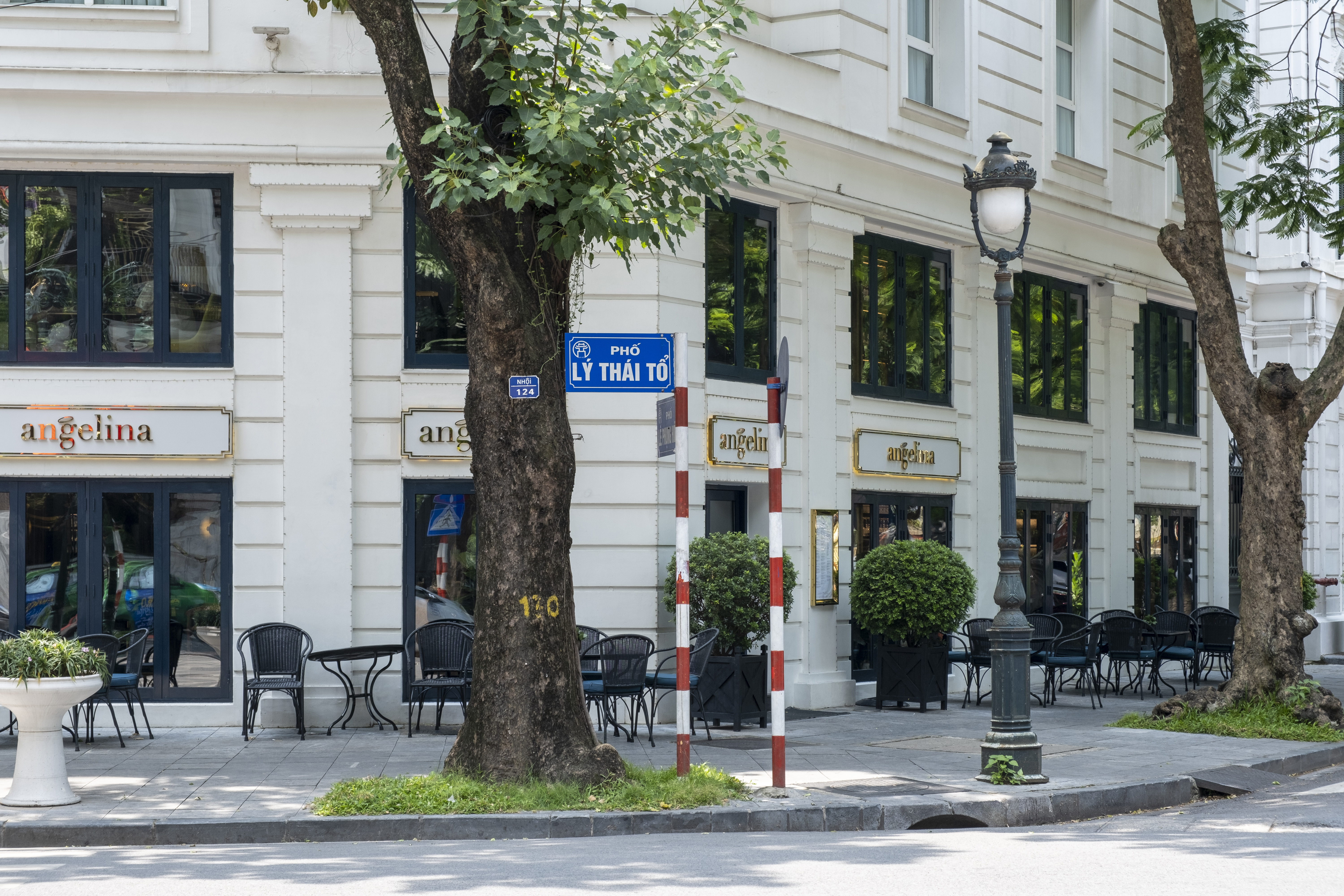
Nhà hàng Angelina góc khách sạn trên phố Lý Thái Tổ

Ẩm thực là một trong những niềm tự hào của khách sạn Metropole Hà Nội. Khách sạn có ba nhà hàng và ba quầy bar.
Mở cửa năm 1901, Le Beaulieu nổi tiếng bởi sự tinh tế của ẩm thực Pháp – được thể hiện một cách hoàn hảo trong cả hương vị lẫn cách trình bày – hơn một thế kỷ qua nhà hàng từng đạt nhiều giải thưởng Le Beaulieu luôn là điểm đến của những đêm tiệc rực rỡ và những bữa trưa chủ nhật tuyệt vời. Khách quen của nhà hàng phải kể đến các chính trị gia, các doanh nhân, nhà ngoại giao và phóng viên chiến trường – như Graham Greene và Lucien Bodart.
angelina, quầy bar pha chế cocktail theo yêu cầu của khách, hay nhà hàng và phòng rượu whisky là nơi thưởng thức những loại cocktail thủ công ngon nhất thành phố cũng như những loại rượu được tuyển chọn kỹ càng. Cả một danh sách rượu whisky tuyệt vời đang chờ đón bạn. Các đầu bếp angelina phục vụ những món ăn tiện lợi, đơn giản lấy cảm hứng từ ẩm thực châu Âu và Tân Thế giới, kết hợp với những nguyên liệu tươi ngon nhất theo mùa.
Spices Garden đích thực là nơi khám phá một khái niệm mới về ẩm thực Việt Nam truyền thống. Thực khách được mời tham gia vào cuộc phiêu lưu hương sắc tại Spices Garden với những hương vị lạ lẫm đến từ ẩm thực đường phố Hà Nội, với món phở, món thịt nướng cay, món hải sản tinh tế và các loại rau xanh, rau thơm, gia vị của vườn nhà. Hãy tận hưởng một thực đơn đầy cảm xúc theo phong cách từ trang trại tới bàn ăn tại nhà hàng Việt cao cấp hàng đầu Hà Nội trong khi thả hồn vào màu xanh mát mắt của vườn cây và bể bơi bên ngoài.
Trong không gian quyến rũ còn vẹn nguyên nét yên bình và thanh lịch thời thuộc địa những năm 1920, Le Club mang đến cảm giác tự tin, thoải mái với cách bài trí được thay đổi theo các khung thời gian trong ngày. Một điểm đến tiện nghi và thoáng mát mang đậm tinh thần vui nhộn của các quán bia kiểu Pháp, với nhiều loại đồ uống kinh điển của Pháp và các món ăn được phục vụ theo ngày. Le Club còn nổi tiếng với tiệc trà chiều say đắm lòng người; trà ngon thưởng thức cùng nhiều loại sô-cô-la hấp dẫn, gợi nhớ các Phòng Trà nổi tiếng ở Paris. Khi ngày chuyển dần sang đêm, không gian thay đổi và Club Bar trở nên ấm cúng và thân mật hơn, phù hợp cho những bữa tối hoặc bữa uống đêm khi đắm mình trong những bản jazz được biểu diễn từ 8h tối đến khuya từ thứ ba đến chủ nhật hàng tuần.
Bamboo Bar, với mái lợp mộc mạc kiểu Việt Nam và sàn gỗ là nơi lý tưởng để thư giãn bên bể bơi cùng ly cocktail thơm mát.
La Terrasse du Metropole, được lấy cảm hứng từ những quán cà phê Paris nổi tiếng, là nơi du khách thả mình vào một Hà Nội thị thành náo nhiệt.

## Các tiện ích khác
Chăm sóc sức khỏe và giải trí
Được thiết kế hài hòa với cảnh quan xung quanh, Le Spa du Metropole là một không gian dễ chịu hướng tầm nhìn ra sân vườn xanh mát và hồ bơi. Le Spa bao gồm nhiều khu trị liệu riêng biệt, phòng spa lớn, nhiệt trị liệu với phòng xông hơi ướt, phòng xông hơi khô và vòi sen. Phòng tập SoFIT được trang bị đầy đủ các thiết bị hỗ trợ tim mạch tiên tiến cũng như máy chạy bộ cao cấp, máy tập chữ thập và máy leo thang. Ngoài ra, Metropole còn tổ chức các lớp Thái Cực Quyền vào buổi sáng (theo mùa) và Yoga miễn phí trên khu vườn treo Le Balcon.
Tiệc cưới, hội nghị và hội thảo
Khách sạn có tổng cộng chín phòng họp và một trung tâm hỗ trợ công việc văn phòng với đầy đủ các dịch vụ và những phòng họp sang trọng có thể chứa tới 150 khách. Nghệ thuật tiếp đón đạt đỉnh cao kết hợp với sự pha trộn hài hòa giữa sự khéo léo của người Pháp và sự duyên dáng truyền thống của Việt Nam đã biến nơi đây thành điểm đến ưa chuộng cho những sự kiện đầy phong cách trong thành phố. Nhiều thế hệ nhân viên đã tiếp nối truyền thống của người đi trước trong việc tổ chức những sự kiện mang tính huyền thoại nhất của Hà Nội – vừa sang trọng, vừa sống động với độ chính xác cao. Đội ngũ chuyên gia tổ chức sự kiện và nhân viên hỗ trợ tại sảnh luôn sẵn lòng tư vấn khách với các lựa chọn khác nhau – từ bài trí phòng, ánh sáng, âm thanh và trang trí đến công nghệ trình bày, thực đơn phục vụ tiệc và sắp xếp phương tiện đi lại.

## Con đường lịch sử và hầm tránh bom
Con đường Lịch sử® là triển lãm về lịch sử Hà Nội và khách sạn Metropole. Các chuyến thăm quan có hướng dẫn viên đi theo khách suốt hành trình triển lãm, bao gồm cả hầm tránh bom của Metropole. Sau chiến tranh chống Mỹ, hầm tránh bom này bị đóng cửa và bỏ quên cho đến khi được bộ phận kỹ thuật của khách sạn tìm lại trong quá trình cải tạo Bamboo Bar vào năm 2011. Hầm được mở cửa trở lại vào tháng 5 năm 2012 để tôn vinh những nỗ lực phi thường của nhân viên trong suốt thời kỳ kháng chiến gian khổ. Ngày nay, không gian này được coi như đài tưởng niệm cho lòng dũng cảm và sự kiên trì của họ, cũng như để ghi nhớ những thời khắc không bao giờ quên. Dòng chữ ở lối vào được sáng tác bởi nhà văn Andreas Augustin: "HÃY NHỚ - HÃY THA THỨ - MÃI MÃI".
Một nhóm các "Đại sứ Lịch sử" đã được nhà sử học Carola và Andreas Augustin đào tạo để hướng dẫn khách thăm quan triển lãm và mang họ đến hầm tránh bom để đích thân trải nghiệm bầu không khí của cuộc không kích Hà Nội năm xưa. Đến năm 2018, Con đường Lịch sử đã vượt mốc 25.000 lượt khách.

## Các vị khách ghé thăm và lưu trú nổi tiếng
- Nhà văn Somerset Maugham và Graham Greene.
- Các chính trị gia:
  - François Mitterrand, Jacques Chirac, François Hollande (Pháp), George Bush (cha), Bill Clinton (Mỹ), Vladimir Putin (Nga), Fidel Castro (Cuba), John Kerry, John McCain, Michael D. Higgins, Ban Ki-Moon, Erna Solberg, Vương hậu Hà Lan Máxima
  - Donald Trump và Kim Jong-un (tham dự Hội nghị thượng đỉnh Triều Tiên - Hoa Kỳ tại Hà Nội năm 2019)
- Diễn viên:
  - Charlie Chaplin và Paulette Goddard nghỉ tuần trăng mật tại khách sạn
  - Robert De Niro, Catherine Deneuve, Michael Caine
- Ca sĩ Joan Baez và Jane Fonda
- Tifany Young

## Các Giám đốc trong Lịch sử
- 1901 Edouard Lion,
- 1905 Perrichel,
- 1933 Jean Boeuf,
- 1936 Brunelière,
- 1940 Louis Blouet,
- 1942–46 Jean Melandré,
- 1946 Giu Sinh Hoi,
- 1954 Cam,
- 1955 Luu Dinh Dien,
- 1969–1972 Luu Thien Ly,
- 1991 Ricardo Perran,
- 1996 Richard Kaldor,
- 2000 Franck Lafourcade,
- 2005 Philippe Bissig,
- 2005 Gilles Cretallaz,
- 2008 Kai Speth,
- 2013 Franck Lafourcade,
- 2017 William J. Haandrikman,

## Văn học
- Augustin, Andreas, Hotel Metropole Hanoi (1998), The history of; 160 pages, Classic Edition: The Most Famous Hotels in the World
- Augustin, Andreas, The Amazing Tale of the Fabulous Hotel Metropole – the Sofitel Legend of Hanoi (2019) ISBN 978-3-900692-21-6
- William Warren, Jill Gocher (2007). Asia's legendary hotels: the romance of travel. Singapore: Periplus Editions. ISBN 978-0-7946-0174-4.